# Київський район (Донецьк)

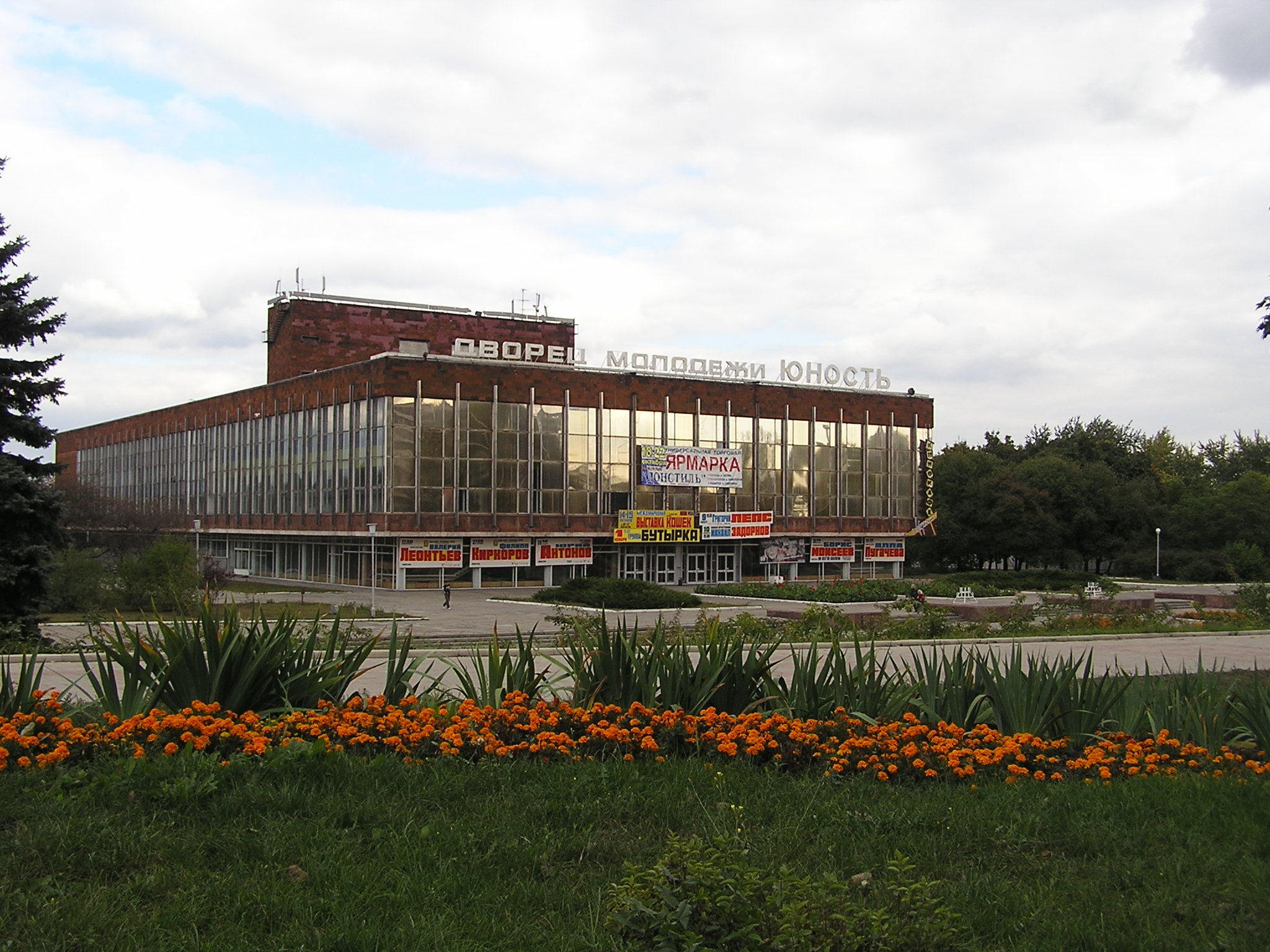
Палац молоді «Юність»

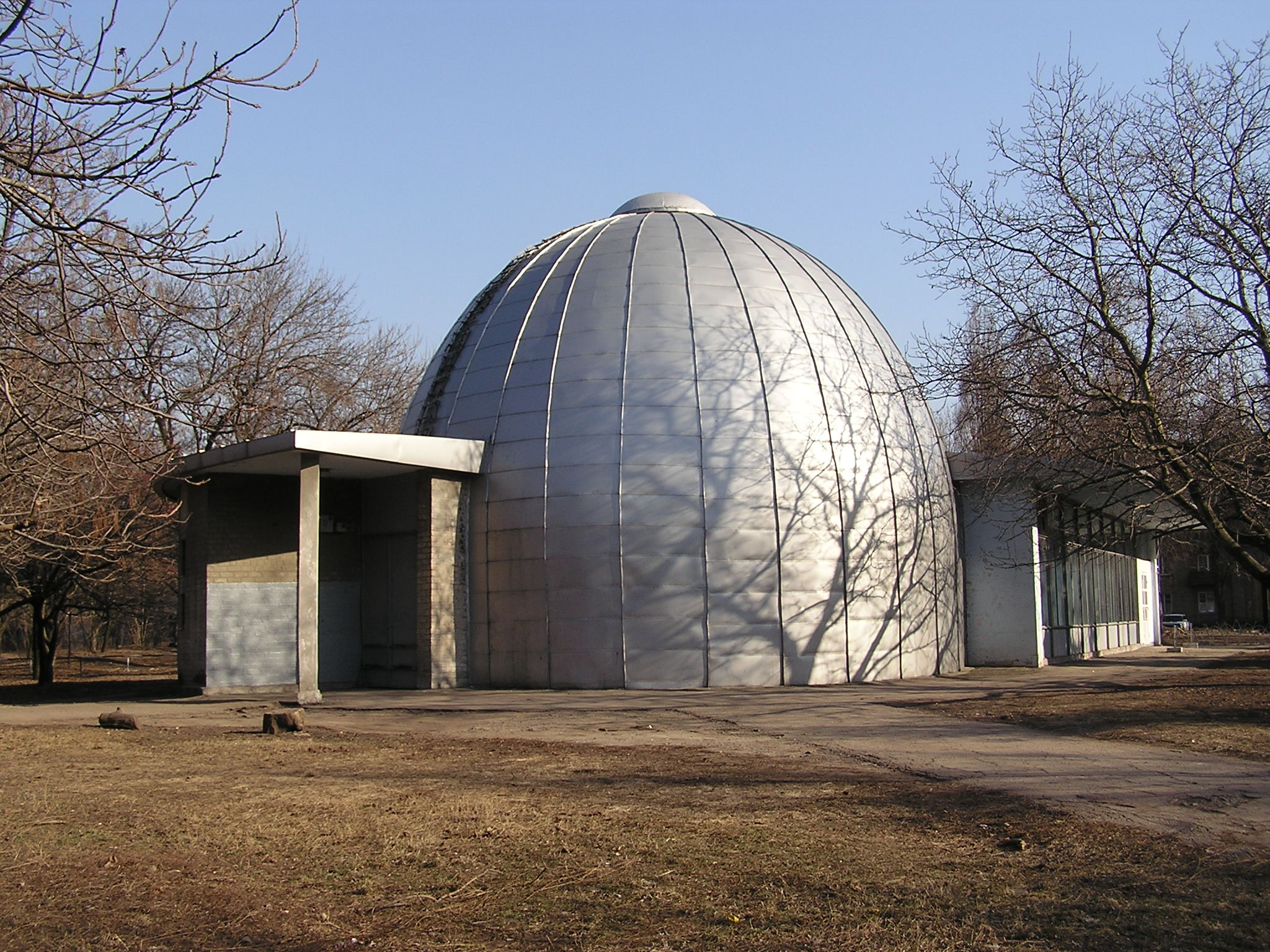
Будівля старого донецького планетарію

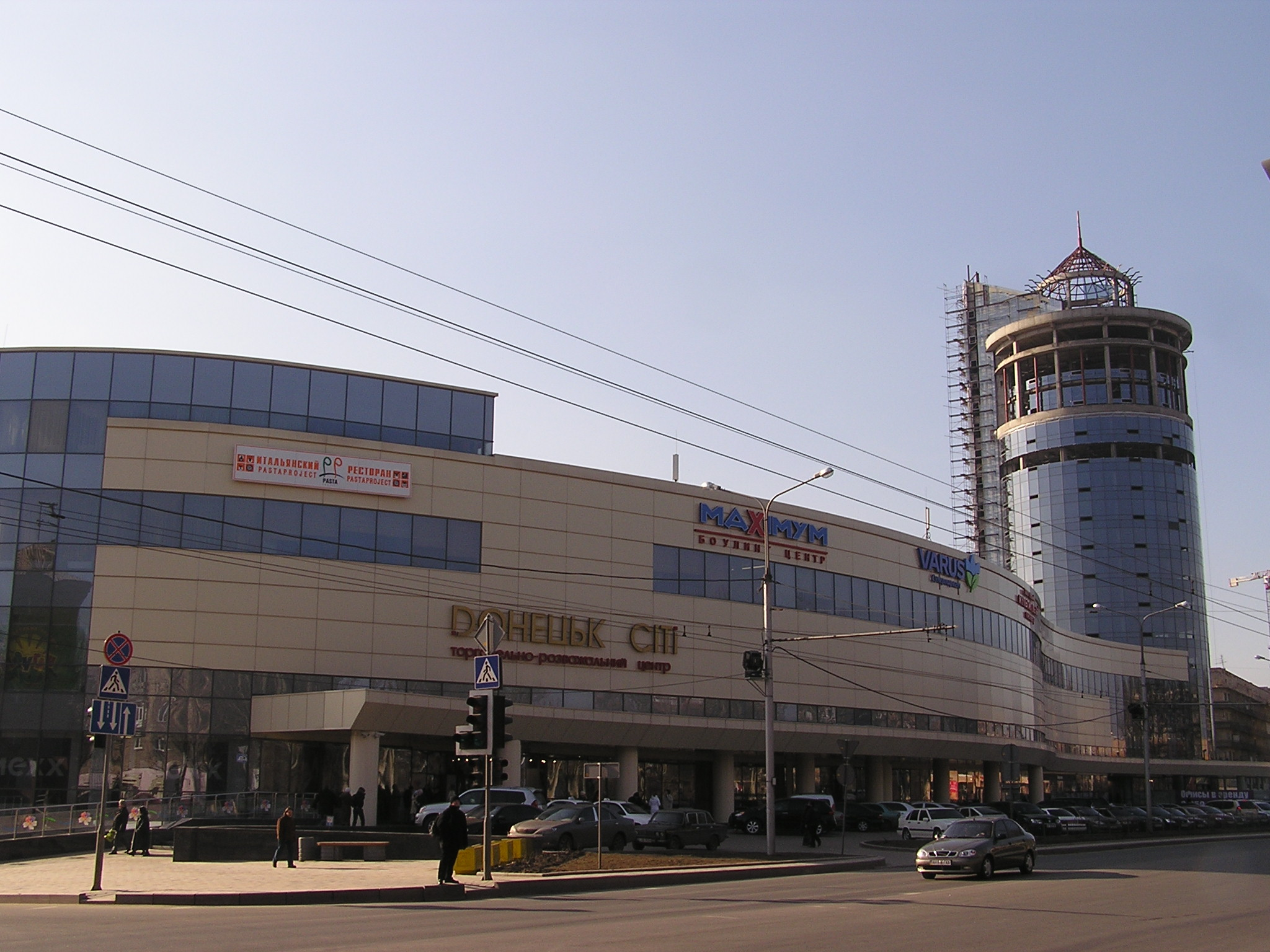
«Донецьк-Сіті»

Київський район — адміністративний район Донецька на його півночі. Названий на честь столиці України міста Києва. Заснований 1967 року. Площа — 37,87 км², населення району — 139 177 осіб (2001рік).

## Населення
За даними перепису 2001 року населення району становило 138 059 осіб.

### Мовний склад
Рідна мова населення за даними перепису 2001 року:
| Мова       | Чисельність, осіб | Доля     |
| ---------- | ----------------- | -------- |
| Українська | 15 614            | 11,31 %  |
| Російська  | 120 667           | 87,40 %  |
| Інше       | 1 778             | 1,29 %   |
| Разом      | 138 059           | 100,00 % |

## Визначні місця
- Стадіони «Донбас Арена», «Моноліт», регіональний спортивний комплекс «Олімпійський» (колишній стадіон «Локомотив»);
- Дитяча залізниця;
- Виставковий центр «Експо-Донбас»;
- Палац молоді «Юність»;
- Пам'ятники «Слава шахтарській праці», зціленому хворому, Сергію Бубці, Йосипу Кобзону, монумент «Визволителям Донбасу»;
- Міський парк культури і відпочинку;
- Готельний комплекс «Вікторія», готелі «Шахтар», «Донецьквугілля», Рубікон;
- старий Донецький планетарій;
- Донецький обласний краєзнавчий музей;
- Торговельні центри «Північний», «Донецьк-Сіті», «Дитячий світ», «Сєвєр-Плаза», «Маяк», Comfy, та інші;
- Палац культури імені М. Горького;
- Торговельно-промислова палата;
- Путилівський ліс;
- Вєтковські ставки.

## Релігія
- Свято-Воскресенський храм;
- Іверський монастир;
- Римо-католицький костел;
- Храм Всія Святих;
- каплиця Святої Великомучениці Варвари;

## Мікрорайони
- багатоповерхові:
  - Північний автовокзал,
  - Вєтка,
  - Маяк,
  - Привокзальний,
  - Станційне.
- селища:
  - Гладківка,
  - Путилівка,
  - Олександро-Григорівка (Олександрівка № 1)
  - Іванівка,
  - П'ята ділянка,
  - Третій східний,
  - Бутовка,
  - Горького,
  - Фрунзе.

## Транспорт

### Основні автомагістралі
- вулиця Артема,
- Київський проспект,
- Університетська вулиця,
- вулиця Челюскінців,
- вулиця Щорса,
- Партизанський проспект,
- Проспект 75-річчя ФК Шахтар,
- проспект Панфілова,
- проспект Титова.
- Гірнича вулиця,
- Артемівська вулиця,
- вулиця Стратонавтів.

### Міський транспорт
- тролейбус — маршрути:
  - 2 — залізничний вокзал, 6 (інколи),
  - 9а — Путилівський автовокзал,
  - 10 — шахта «Октябрська»,
  - 18 — шахта «Бутовка», селище Горького,
  - 5, 13, 17 — в південно-західному напрямку,
  - 22 ЗЛВ- АС Північний (коли треба).
- трамвай — маршрути 1, 6 — із центру міста,
- Аеропорт «Донецьк»,
- Залізничний вокзал «Донецьк».

### Залізничні станції та зупинки
- залізнична станція Донецьк,
- зупинний пункт 11 км.

## Промислові підприємства
- Шахти імені Засядька, «Бутівка-Донецька»,
- Донецький металопрокатний завод,
- Завод «Точмаш»,
- Донецький завод гірничорятувальної апаратури,
- Вєтковський машинобудівний завод(«РемКомунЕлектротранс»?),
- завод «Електромагніт».